# Jagiellonia Białystok Sportowa Spółka Akcyjna
O Jagiellonia Białystok Sportowa Spólka Akcyjna, abreviado Jagiellonia Białystok, é um clube de futebol polonês da cidade de Białystok fundado em 1920, que disputa a Ekstraklasa, principal sistema de ligas da Polônia. Suas cores oficiais são o vermelho e o amarelo.

## Títulos
- Campeão (Ekstraklasa)
  - (1): 2024

- Vice-campeão (Ekstraklasa)
  - (2): 2017, 2018

- Copa da Polônia (Puchar Polski)
  - (1): 2010
    - Jagiellonia 1:0 Pogoń Szczecin
- Supercopa da Polônia (Superpuchar Ekstraklasy S.A.)
  - (2): 2010, 2024
    - Jagiellonia 1:0 Lech Poznań
    - Jagiellonia 1:0 Wisła Kraków

## Estádio
O Estádio Municipal é um estádio de futebol localizado em Białystok (Polónia), de propriedade do Jagiellonia Białystok.

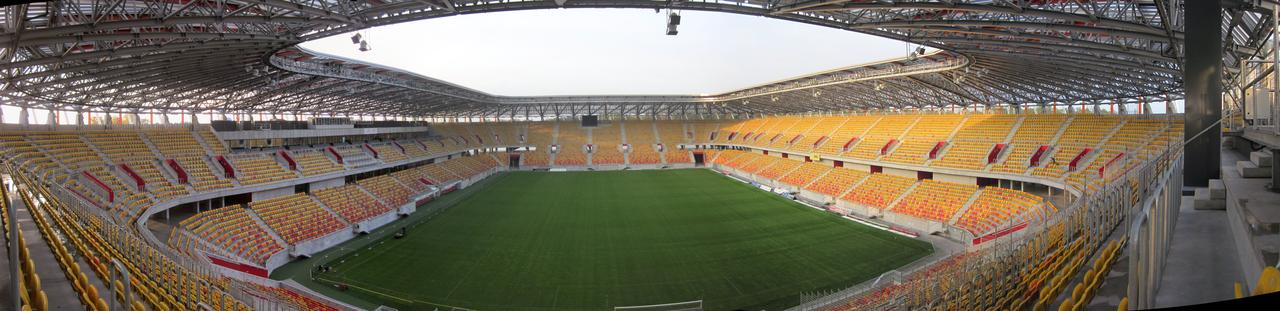
Estádio Municipal

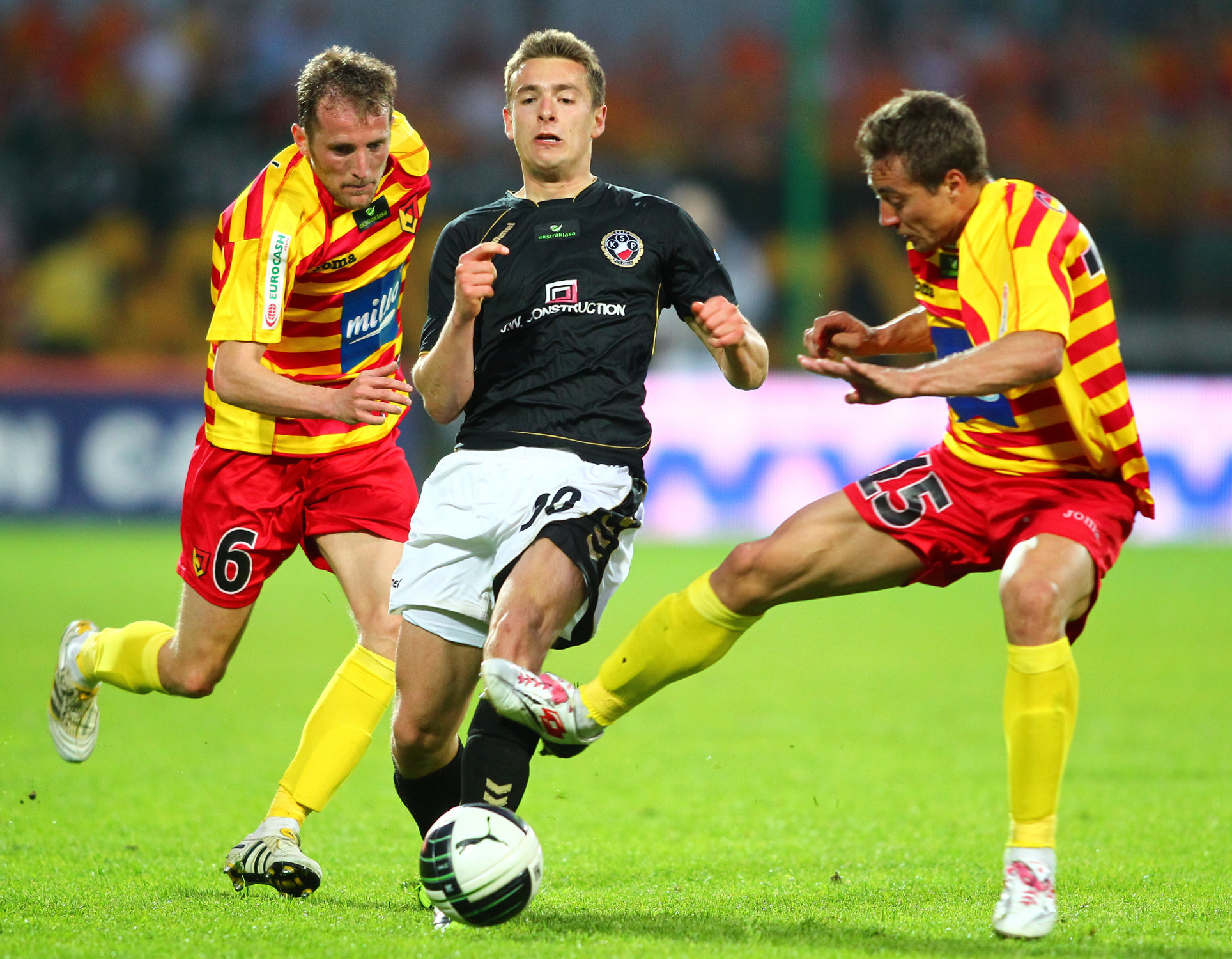
Polónia Varsóvia - Jagiellonia

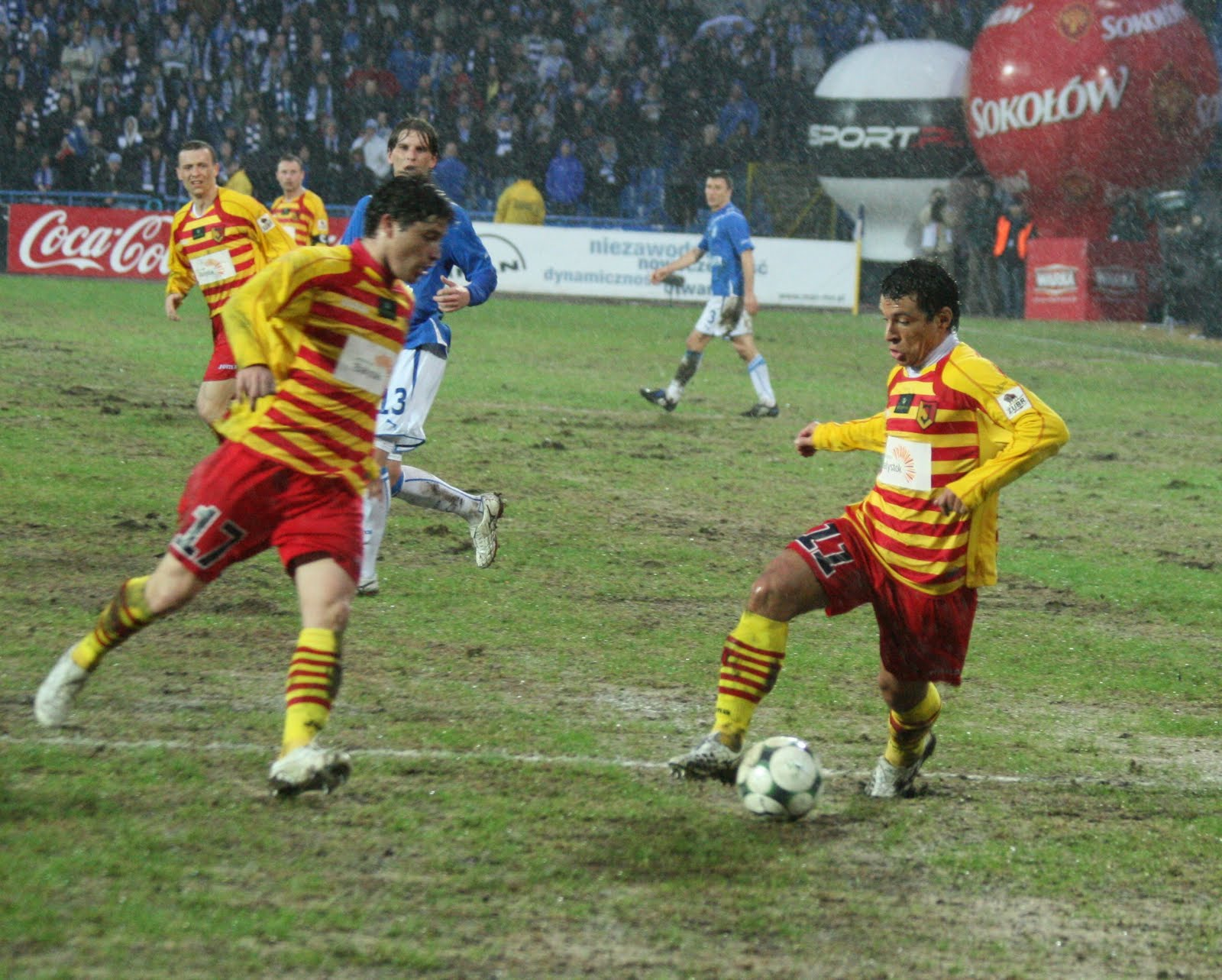
Lech Poznań - Jagiellonia

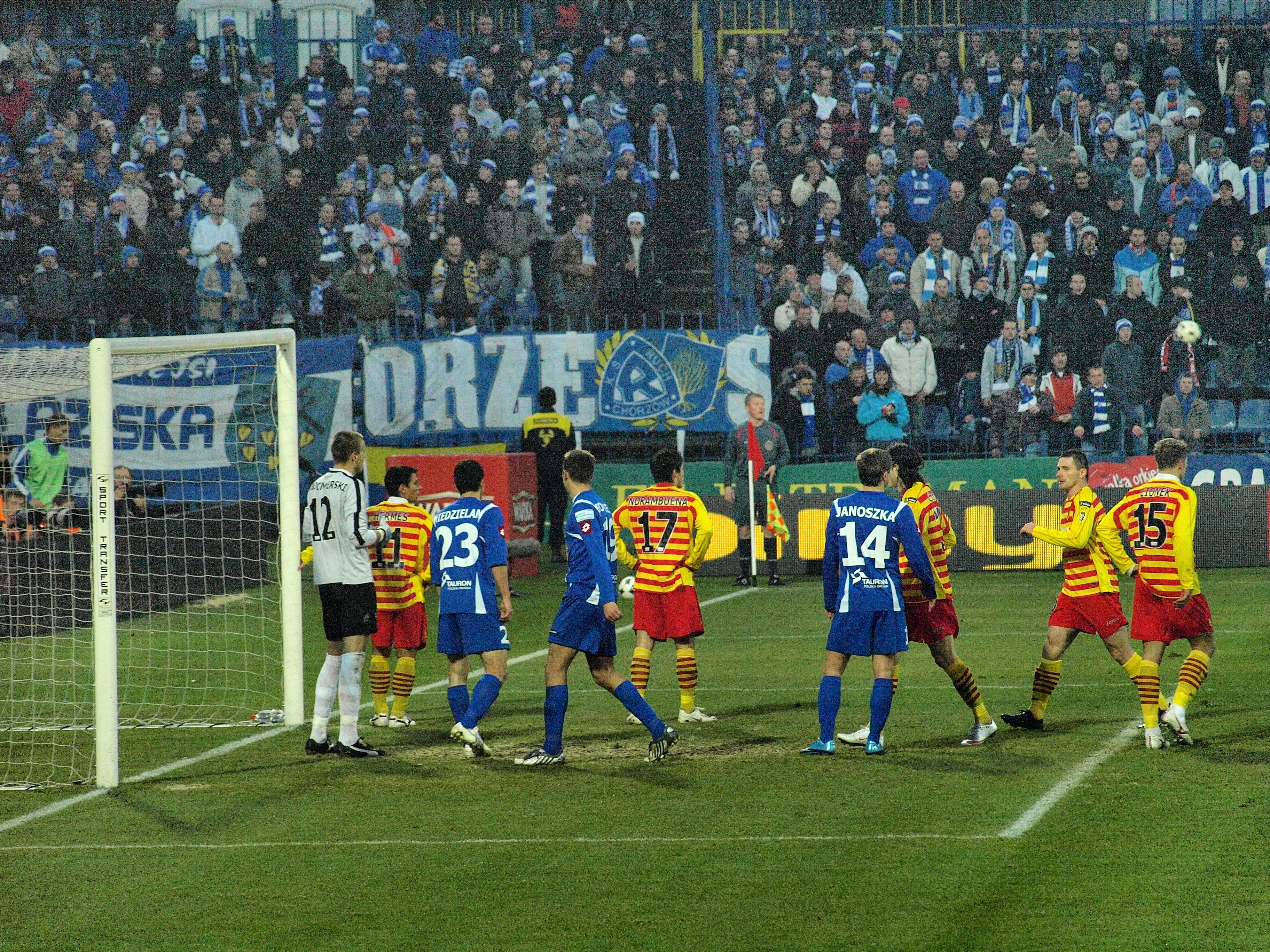
Ruch Chorzów - Jagiellonia (09.11.2009)

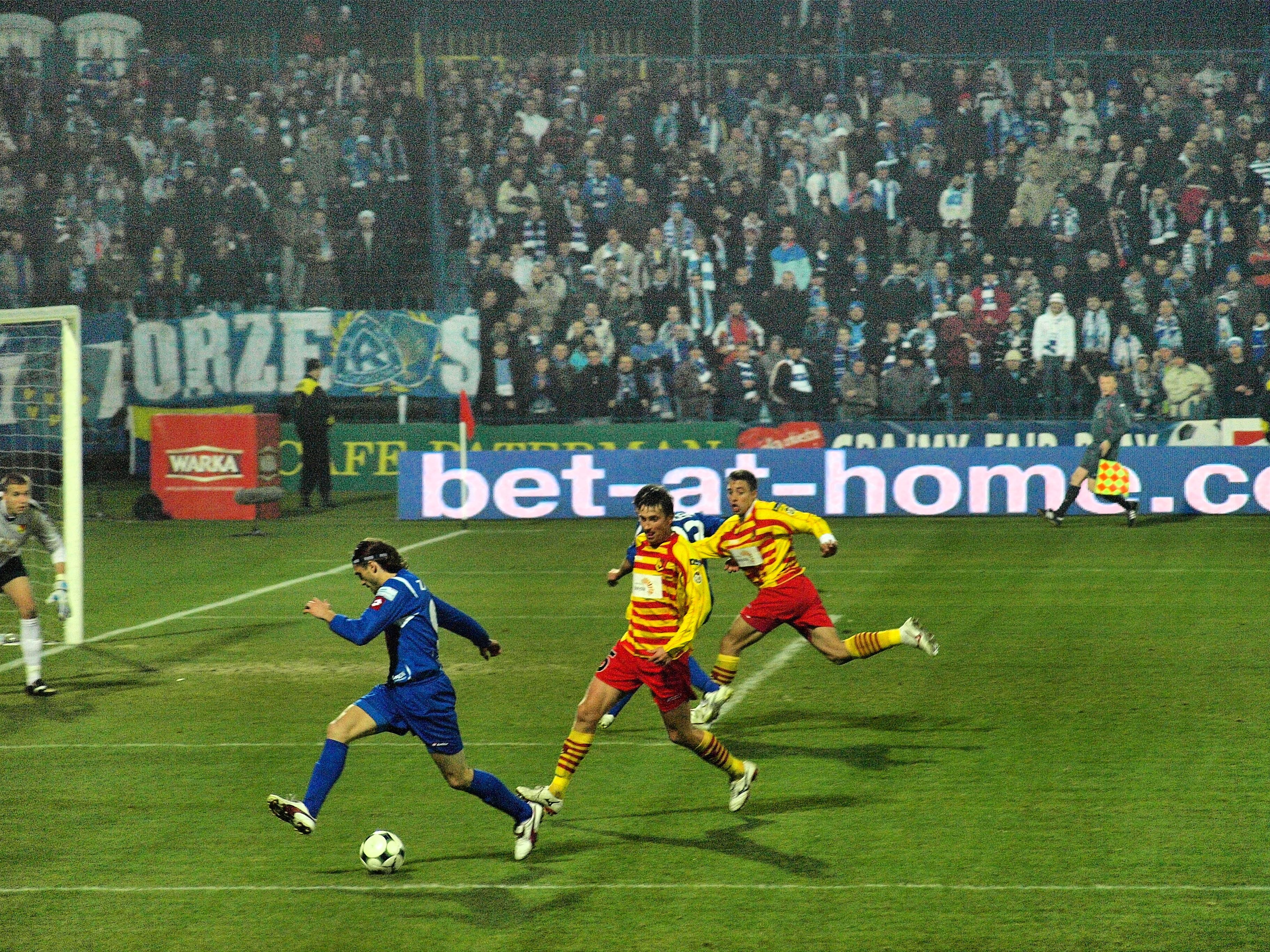
Ruch Chorzów - Jagiellonia (09.11.2009)